# ضفادع قديمة
الضفادع القديمة (الاسم العلمي: Archaeobatrachia) هي رتيبة من الحيوانات تتبع طائفة البرمائيات من شعبة الحبليات.

## فصائل
- ضفادع مذيلة (الاسم العلمي: Ascaphidae)
- علاجيم نارية البطن (الاسم العلمي: ناريات البطن)
- ضفادع قرصية اللسان (الاسم العلمي: ضفاجيات)
- ضفادع نيوزيلندا البدائية (الاسم العلمي: Leiopelmatidae)